# Prouvais
Prouvais és un municipi francès situat al departament de l'Aisne i a la regió dels Alts de França. L'any 2007 tenia 379 habitants.

## Demografia

### Població
El 2007 la població de fet de Prouvais era de 379 persones. Hi havia 136 famílies de les quals 24 eren unipersonals (12 homes vivint sols i 12 dones vivint soles), 56 parelles sense fills, 52 parelles amb fills i 4 famílies monoparentals amb fills.
La població ha evolucionat segons el següent gràfic:
Habitants censats

### Habitatges
El 2007 hi havia 159 habitatges, 142 eren l'habitatge principal de la família, 8 eren segones residències i 10 estaven desocupats. Tots els 159 habitatges eren cases. Dels 142 habitatges principals, 118 estaven ocupats pels seus propietaris, 20 estaven llogats i ocupats pels llogaters i 4 estaven cedits a títol gratuït; 1 tenia dues cambres, 8 en tenien tres, 37 en tenien quatre i 96 en tenien cinc o més. 122 habitatges disposaven pel capbaix d'una plaça de pàrquing. A 47 habitatges hi havia un automòbil i a 79 n'hi havia dos o més.

### Piràmide de població
La piràmide de població per edats i sexe el 2009 era:
| Homes | Edats   | Dones |
| ----- | ------- | ----- |
| 0     | 95 o +  | 0     |
| 0     | 90 a 94 | 0     |
| 0     | 85 a 89 | 0     |
| 0     | 80 a 84 | 0     |
| 0     | 75 a 79 | 8     |
| 4     | 70 a 74 | 4     |
| 16    | 65 a 69 | 8     |
| 8     | 60 a 64 | 8     |
| 8     | 55 a 59 | 16    |
| 16    | 50 a 54 | 16    |
| 16    | 45 a 49 | 20    |
| 8     | 40 a 44 | 0     |
| 20    | 35 a 39 | 12    |
| 12    | 30 a 34 | 28    |
| 4     | 25 a 29 | 8     |
| 4     | 20 a 24 | 4     |
| 8     | 15 a 19 | 8     |
| 16    | 10 a 14 | 20    |
| 20    | 5 a 9   | 16    |
| 0     | 0 a 4   | 20    |

## Economia
El 2007 la població en edat de treballar era de 255 persones, 183 eren actives i 72 eren inactives. De les 183 persones actives 171 estaven ocupades (93 homes i 78 dones) i 12 estaven aturades (4 homes i 8 dones). De les 72 persones inactives 28 estaven jubilades, 26 estaven estudiant i 18 estaven classificades com a «altres inactius».

### Ingressos
El 2009 a Prouvais hi havia 146 unitats fiscals que integraven 411 persones, la mediana anual d'ingressos fiscals per persona era de 18.532 €.

### Activitats econòmiques
Dels 12 establiments que hi havia el 2007, 2 eren d'empreses de construcció, 4 d'empreses de comerç i reparació d'automòbils, 1 d'una empresa de transport, 2 d'empreses immobiliàries i 3 d'empreses de serveis.
Dels 2 establiments de servei als particulars que hi havia el 2009, 1 era un paleta i 1 lampisteria.
L'any 2000 a Prouvais hi havia 13 explotacions agrícoles que ocupaven un total de 1.629 hectàrees.

## Equipaments sanitaris i escolars
El 2009 hi havia una escola elemental.

## Poblacions més properes
El següent diagrama mostra les poblacions més properes.